# Plaza de toros La Morena
Coso taurino mexicano que se encontraba en la calle Estaño, esquina con Calzada de Guadalupe, en la actual colonia Maza, Delegación Cuauhtémoc, México, D.F.

## Historia
Se la nombró La Morena en alusión al color de tez bronceado de la Virgen de Guadalupe y a la ubicación de la plaza en la calzada que lleva al santuario de esta.
Fue inaugurada el 4 de abril de 1943 con lidia de los novilleros Jesús Guerra “Guerrita” y Ángel Procuna. Los astados provenían de la dehesa de Cerro Gordo.

## Antesala del Toreo
En aquella época no existía todavía la Monumental Plaza de toros México y el principal ruedo de la ciudad era el Toreo de la Condesa. De La Morena habrían de salir los toreros que pelearían las temporadas en la primera plaza, por eso a la Plaza de toros La Morena se la llamó “La Antesala del Toreo“.

## Efemérides
El 21 de octubre de 1945 debuta en esta plaza como novillero Carmelo Torres.

## Toreros de la plaza de toros La Morena
- Gregorio Escobar
- Jesús Guerra “Guerrita”
- Felipe López “El Mago de la Muleta“
- Salvador Moreno
- Ángel Procuna
- Julián Rodarte
- Gabriel Soto
- Carmelo Torres
- Moisés Garcia"novillero del rastro"